# Lugnacco
Lugnacco är en ort i storstadsregionen Turin i regionen Piemonte, Italien. Lugnacco var före den 1 januari 2019 en egen kommun, men slogs då samman med Alice Superiore och Pecco för att bilda kommunen Val di Chy. Kommunen hade före sammanslagningen 353 invånare.